# Babits Marcella
Babits Marcella (Marcellina) (Budapest, 1953. február 1. –) magyar énekesnő, zenész, szövegíró, divattervező.
A Kócbabák együttes alapítója, az Apostol és a Full-Tone együttes énekese, a Marcellina PJT együttes alapítója és vezetője. Legismertebb dala a Sexy Lady.

## Pályafutása
1971-ben érettségizett elektroműszerészként a Bolyai János elektronikai műszerészképző szakközépiskolában, ezt követően a Hírlapterjesztő Vállalatnál dolgozott. 1968-tól tanult énekelni, tagja volt a Budapesti Vándor Kórusnak. Ebben az időben rendszeresen fellépett önálló előadóként a Magyar Néphadsereg Központi Klubjában.
1972-ben a Ki mit tud? tehetségkutató műsorra alapította meg Csepregi Évával és Fábián Évával a Kócbabák vokált. A tehetségkutatón egyénileg is elindult, de csak a középdöntőig jutott, akárcsak a Kócbabák együttes. A középdöntős eredmény azonban elegendő volt arra, hogy országos turnét szervezzenek a számára. Mivel itthon nem sikerült befutnia, ezért 1974−1983 között külföldi klubokban, leggyakrabban Ausztriában, Svájcban, Németországban és Svédországban zenélt az Apostol, valamint a Full-Tone együttessel, de megfordultak Mallorcán, Kínában, Jamaicában és az Amerikai Egyesült Államokban is.
1976-ban a Full-Tone együttessel Bulgáriában turnéztak, majd egy féléves szerződésük az NDK-ba szólította őket. A Full-Tone együttes tagjai 1981-ben Babits Marcella, Mészáros István, Molnár János és Kaszás Péter voltak.
1982-ben a Full-Tone együttessel Magyarországon a Savoy bárban is játszott, ahol a zenekar vezetőjeként énekelt, táncolt, szaxofonozott, dobolt, konferálta a zenekar számait és több nyelven csevegett a közönséggel.
1983-ban visszatért Magyarországra és a dobos Kaszás Péterrel, valamint a billentyűs Molnár Jánossal megalapította a Marcellina PJT együttest, később csatlakozott hozzájuk a szólógitáros, Marschalkó Zoltán és a basszusgitáros Temesvári András. Első sikerük az 1983-ban megjelent Sztár csak te vagy című daluk volt. Összegyűjtött pénzükből stúdiót is létesítettek. Ebben a stúdióban vették fel az 1986-ban megjelent Sztár csak te vagy című első nagylemezüket is. A stúdióban később a Magyar Hanglemezgyártó Vállalat bérmunkáit végezték, és dolgoztak a Mafilmnek és a Hungaropopnak is.
1985-ben a "Bratislavai Líra Dalfesztiválon" a Te vagy a sztár című dalával az ötödik helyen végzett.
1988-ban a Marcellina PJT kéthónapos svájci szerződést kapott, amelyen Molnár János helyett, akit  szívroham miatt kórházban ápoltak, a Dolly Roll együttesből ismert Fekete Gyula tartott velük. Ebben az évben jelent meg második nagylemezük. A XIV. kerület Ungvár utca 52/A alatt működött a Marcellina Klub. 3.nagylemezük 1989-ben jelent meg Gyújts fényt címmel.
A Marcellina PJT az 1980-as évek végén csendben feloszlott, Marcellina ezt követően szólóban lépett fel.
1991−1992-ben a Danubius Rádióban rendszeresen önálló műsort vezetett. 1991 decemberében jelent meg a Zebra Kiadónál negyedik albuma, amelynek beharangozott címe The Original Musical volt, végül Marcellina 4. címmel került a boltokba. A Marcellina alone című ötödik, CD-n és kazettán megjelenő albuma Ausztriában készült. 1992-ben egy korábbi német nyelvű lemeze után megjelent első önálló angol nyelvű CD-je is, amely Németországban és Svájcban kerültek a boltokba. Ebből az alkalomból négyhetes svájci promóciós turnén vett részt.
Az 1992-ben Egerben rendezett Táncdalfesztiválon zenésztársa, Kaszás Péter szerzeményével vett részt, és elnyerte a legegyénibb előadó címet. 1994-ben feldolgozta Máté Péter Elmegyek című, világhírű szerzeményét. One Man Show címen önálló estét adott, amelyen több sztár hangján énekelt.
Kínában hat alkalommal is szerepelt, két dalt is megtanult kínaiul. A Pray of Love (A szerelem imája) című dalt 27 nyelven adta elő, amely világrekordnak tekinthető. Ruhatervezőként is ismert, saját készítésű modelljeit Ausztriában is terjesztették.
2018-ban írt egy dalt, amit az eredeti Kócbabák trióval szeretett volna előadni, azonban a kezdeményezése Csepregi Éva elfoglaltsága miatt nem valósult meg.
2018-ban Pumped Gabo párjaként szerepelt a TV2 A nagy duett című műsorának 6. évadában.

## Elismerések
- Egri Táncdalfesztivál – "legegyénibb" előadó-díj (1992)
- Magyar Hollywood Tanács – Paramount Premier Díj (2022)

## Szaxofonistaként
A világ azon kevés női zenészei közé tartozik, aki szaxofonon játszik.[forrás?] Egyik lipcsei munkájuk során meglátott egy hangszerbolt kirakatában egy szép ezüst szaxofont, amelyet megvett. Arra gondolt, hogy Magyarországon jó pénzért eladja. A munkaszerződésüket meghosszabbították, ezért vett hozzá egy tankönyvet, és elkezdte tanulgatni. Néhány hónap múlva már a fellépésein is megszólaltatta a hangszert.[forrás?]
Valamivel később a Szürke folyó című dala videóklipjének elkészítésénél az az ötlete támadt, hogy minden fehér legyen. Rendelt is egy fehér szaxofont egy freiburgi cégnél, de az nem érkezett meg a klip forgatásának napjáig. Ekkor a régi szaxofonját zománcfestékkel fehérre fújta. Így szerepelt a klipben. Később megérkezett az igazi fehér gyöngyház zománc Selmer szaxofonja, amely ezután a védjegyévé vált.
A fehér szaxofon látható a Fohász a szerelemért című nagylemezének borítóján is, amelyen ő meztelenül látható. Ezt a fényképet ugyanabban a pózban megismételtette 65 éves korában, és szinte észre sem vehető különbség.

## Fehér Éjszaka jótékonysági koncertsorozata
2017-ben hívta életre a Vakok Állami Intézete Alapítványa részére a Fehér éjszaka jótékonysági koncertsorozatot, amelyet a fehér bot, fehér szaxofon és fehér fények gondolatisága ihletett. A koncert életre hívásában nagy szerepe volt együttese korábbi vak billentyűsének Molnár János emlékének.
Az első koncerteket a Nádor Teremben és a Stefánia Palotában rendezték. A befolyó adományokból számítástechnikai segédeszközöket, olyan okostelefonokat vásárolnak, melyek képesek futtatni vakokat segítő applikációkat, például beszélő programokat, és ezzel több száz látássérült életét teszik könnyebbé.
A 2018-as koncertet a 25. tatai Víz, Zene, Virág Fesztivál 0. napján tartották. Annak érdekében, hogy legalább némi fogalma legyen arról, milyen is vaknak lenni, a koncert előtt a Vakok Intézetében a látássérültek körében Marcellina két napon át bekötött szemmel vakként érzékelte a világot.

## Diszkográfia

### Nagylemezek[31]
- A Sztár Csak Te Vagy (1986), LP, Album
- Fohász a szerelemért (1988), LP, Album
- Gyújts fényt! (1989), LP, kazetta, Album
- Marcellina 4. (1991) LP. Album
- Szaxy Lady Best Of Marcellina (1993) CD,Album
- Elmegyek (1994), CD, Album
- Alone (1994, Ausztria), CD, Album
- Napfényt Hozz és Szerelmet! (1997), CD, Album
- A szerelem útjain (2002) CD Album
- I Love Sax CD Album
- Sax, Sax, Sax CD Album
- Liebe Ist  (2015) CD Album)

### Kislemezek
- Te vagy a Sztár/Elviszi majd az idő (7" Single) (1983)
- Gyere el, ha bántanak/Futok az úton (Kovács Kati/Marcellina) (7" Single) (1984)
- Szerelemre születtem/Ne Kötözz Meg (Zoltán Erika/Marcellina) (7" Single) (1986)
- Torero (7" Single) (1988)
- Halt Mich Ganz Fest (7" Single) (1990)
- Elmegyek (Marcellina&RAP Service) (12" Maxi) (1993)
- Sexy Lady (CD, Maxi, Promo) (1999)
- Pray of Love (CD, Maxi) (2006)
- Hola Hola (Single) (2018)
- Kicsikém (Single) (2019)